# Mouharram

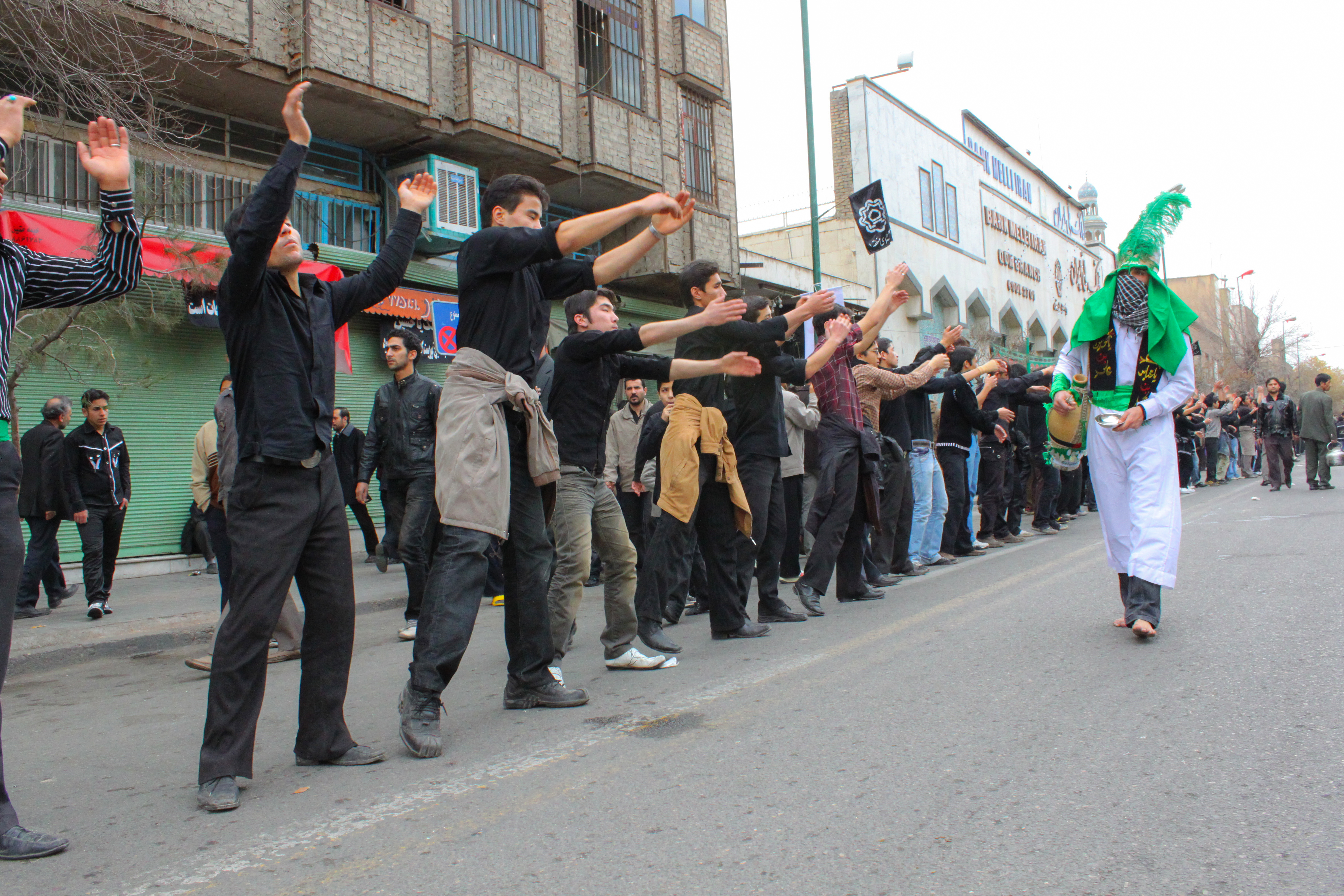
Procession du mouharram à Qom, en 2009.

Le mois de mouharram (arabe :مُحَرَّم) est le premier mois du calendrier musulman un des plus importants, notamment pour les chiites. C'est l'un des quatre mois sacrés de l'islam avec rajab, dhou al qi`da et dhou al-hijja le plus sacré (Al Haram).

## Historique
Le mois de mouharram marquait à l'origine le début d'une période de quatre mois durant lesquels une trêve sacrée devait être observée tandis que toute hostilité devait cesser le septième mois du calendrier, le rajab.

## Évènements
- Fêter le 1er comme d'autres cultures fêtent le 1er janvier est considéré comme une innovation blâmable par les traditionalistes.
- À partir du 2, les chiites commémorent le massacre des descendants d'Ali à la bataille de Kerbala (Hussein ibn Ali) par les Omeyyades partisans de Yazid Ier. Pour eux, les dix premiers jours du mois, au minimum, sont austères et marqués par les prières et les privations (pas de musique, cinéma, etc.). Le Festival du mouharram y est organisé.
- Le 7, l'interdiction de l'accès à l'eau à Hussein et à sa famille, par les partisans de Yazid Ier.
- Le 10, les musulmans sunnites et fortement les chiites fêtent l'Achoura (jour où Moïse fut sauvé par Dieu du Pharaon). Noter la similitude avec le mois juif de Tichri qui contient, le premier jour, le Nouvel An (Rosh Hashanah) et le dixième jour Yom Kippour. Pour les chiites, il s'agit de commémorer la défaite de Kerbala.
- Le 25, le quatrième imam chiite Ali Zayn al-Abidin est martyr.
- Le 27, Meesum (en), un des compagnons d'Ali, est martyr.

## Étymologie
Le mot Mouharram est apparenté au terme arabe haram, signifiant littéralement préservé, en référence à la trêve militaire que ce mois inaugurait, interdisant toute hostilité.